# Archivio storico comunale di Palermo
L'archivio storico comunale di Palermo è un edificio che conserva gli archivi dell'amministrazione comunale di Palermo, che contengono documenti a partire dalla fine del XIII secolo fino al 1957.
La struttura si trova nell'ex convento Agostiniano della chiesa di San Nicolò da Tolentino, edificato nel XVII secolo e situato al civico 157 di via Maqueda, a Palermo.

## Storia
Nel 1866 l'edificio venne adibito all'uso di vari uffici e istituzioni, tra cui l'archivio comunale, che venne inizialmente collocato prima nella Sala degli Abbaini e nella Sala Rettangolare. Il primo archivista fu Fedele Pollaci Nuccio (dal 1866 fino alla sua morte nel 1901).
Il nucleo centrale dell'archivio è costituito dalla sala Damiani Almeyda, progettata nel 1881, e terminata nel 1885 dall'architetto Giuseppe Damiani Almeyda, già progettista del Teatro Politeama, e considerata un capolavoro di ingegneria per la sua struttura ricavata nel complesso di un antico convento. Per isolarla dall'umidità, creata da una vena d'acqua che scorre nelle sue fondamenta, il progettista realizzò delle intercapedini. 

Aula dell'archivio

L'ampia sala, supportata da grandi pilastri, ha un'altezza di 17,50 metri, un soffitto a cassettoni e le sue pareti hanno una superficie di oltre 7.000 m2 e sono rivestire interamente da scaffalature in legno contenenti documenti storici, dagli inizi del XIV secolo alla metà del XIX, riguardanti la storia della città di Palermo, libri e corrispondenze di uomini illustri che hanno legato la loro attività alla città. L'accesso alle scaffalature avviene tramite una scala a chiocciola che raggiunge le balconate, disposte tutto intorno alle scaffalature a vari livelli, consentendo la consultazione dei documenti in esse contenuti. Sulle balconate, delimitate da inferriate in artistico ferro battuto, sono anche presenti dei leggii per agevolare la consultazione dei documenti.
La lettura può anche essere fatta nella cosiddetta Sala di studio che consente una lettura della documentazione in un ambiente silenzioso e raccolto. In questo caso si possono utilizzare dei montacarichi che consentono di portare i documenti al piano terra.
Dal 1996 l'archivio comunale è diretto da Eliana Calandra.

## Documenti

Privilegio del re Alfonso il Magnanimo (Napoli, 1444)

La collezione dell'archivio comprende documenti di storia locale di Palermo dalla fine del XIII secolo fino alla metà del XX secolo, per un totale di circa 15.290 unità archivistiche comprese tra l'anno 1295 e il 1957. Questi includono le pergamene (certificati) del Tabularium con cui papi e re concessero alla città privilegi, benefici e diritti; inoltre vi sono atti del Senato, appalti, liste di inventario, regolamenti del Consiglio, Cerimoniali, precauzioni, statuti delle corporazioni, l'elenco universale dei beni urbani, cimeli del Risorgimento e documenti successivi all'unità d'Italia. 
Fra i documenti più rari si possono citare rari manoscritti medievali (tra cui un registro di controllo degli Angiovini del 1274 e una raccolta di imbreviature del 1298/1299 del notaio Adamo de Citella), lettere autografe di personaggi del risorgimento italiano, come il Re Umberto I di Savoia, il generale Giuseppe Garibaldi e il politico Francesco Crispi, oltre a documenti sulla storia politica ed economica di Palermo.